# Gedenkstätte Lobitzsch

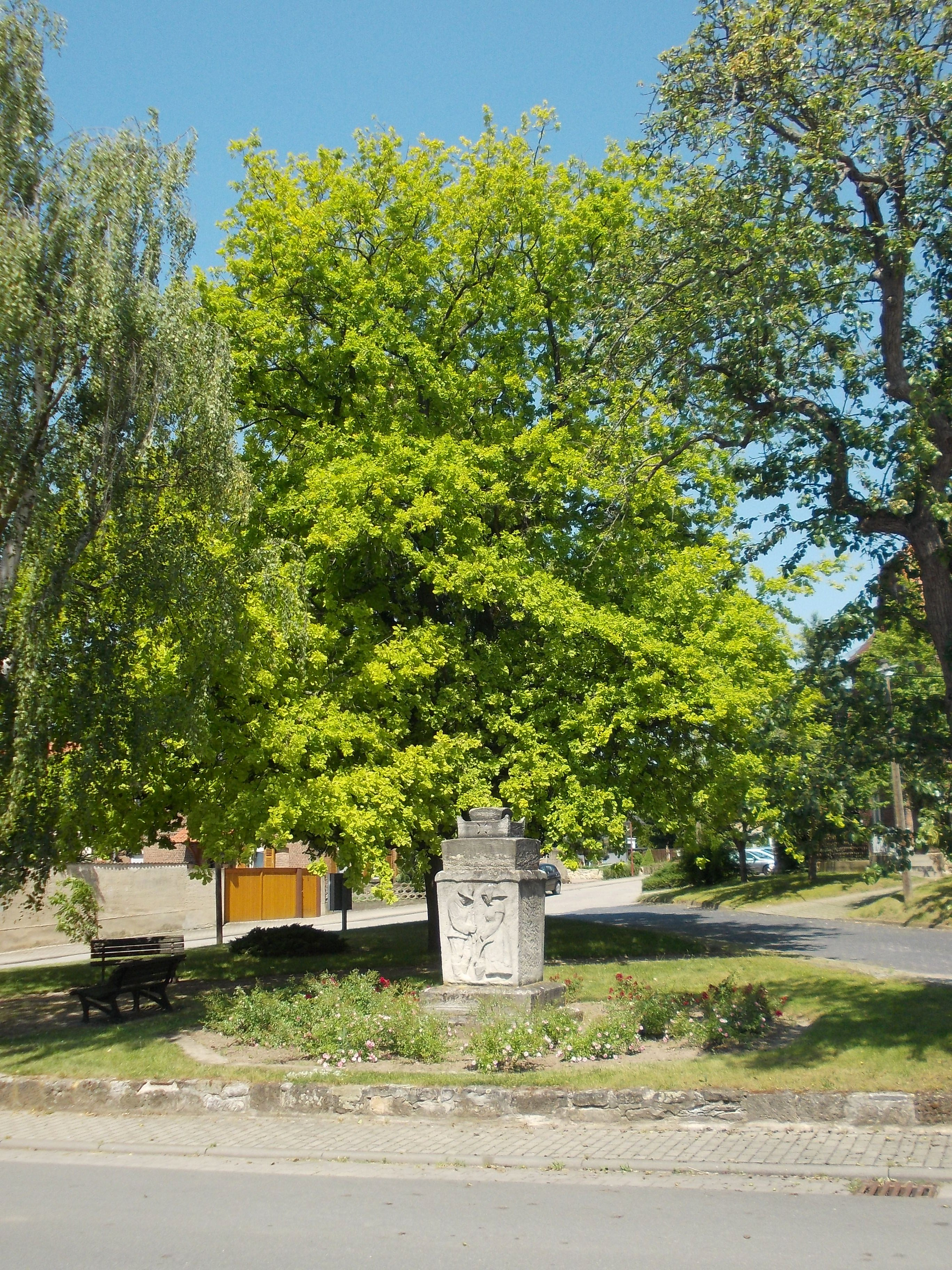
Kriegerdenkmal Lobitzsch

Die Gedenkstätte Lobitzsch ist eine denkmalgeschützte Gedenkstätte in der Ortschaft Lobitzsch des Ortsteils Uichteritz der Stadt Weißenfels in Sachsen-Anhalt. Im örtlichen Denkmalverzeichnis ist die Gedenkstätte unter der Erfassungsnummer 094 15288 als Baudenkmal verzeichnet.
Die Gedenkstätte von Lobitzsch wurde zur Erinnerung an die Gefallenen des Ersten Weltkriegs 1925 eingeweiht. Es steht an der Kreuzung der Gosecker Straße – Lobitzscher Hauptstraße. Die Gedenkstätte ist ein Sockel der mit einem Relief eines Soldaten und einer Frau verziert ist.

## Quelle
- Gedenkstätte Lobitzsch Online, abgerufen am 26. September 2017.